# Buluggin ibn Ziri
Buluggin ibn Ziri of  Bologhine ibn Ziri was de stichter van de Berbersdynastie, de Ziriden in de Maghreb.

## Leven
Buluggin was de zoon van Ziri ibn Manad, waar de naam Ziriden vandaan komt. Na de dood van zijn vader in 971 werd hij door Al-Mu'izz li-Din Allah, de vierde kalief van de Fatimiden, aangesteld als emir van Ifriqiya. Als vazal van de Fatimiden was het zijn opdracht controle te verwerven over Noord-Afrika, daarvoor kreeg hij advies en militaire steun. Buluggin beschaamde het vertrouwen van de Fatimiden niet en ze verplaatsten hun hoofdstad van Mahdia, Tunesië, naar Caïro, Egypte. Buluggin maakte van Kairouan zijn hoofdstad.
Tijdens zijn leven liet hij heel wat steden heropbouwen, waaronder Algiers.
Er is weinig bekend over zijn persoonlijk leven, na zijn dood in 984 werd hij opgevolgd door zijn zoon Al-Mansur ibn Buluggin.

## Trivia
Kroniekschrijvers melden dat hij veel vrouwen had, 400 concubines. Op een dag kreeg hij het goede nieuws over de geboorte van zeventien van zijn kinderen.